# Obrîv, Simferopol
Obrîv (în ucraineană Обрив) este un sat în comuna Perove din raionul Simferopol, Republica Autonomă Crimeea, Ucraina.

## Demografie
Componența lingvistică a localității Obrîv
     Rusă (78,57%)
     Tătară crimeeană (12,86%)
     Ucraineană (7,14%)
Conform recensământului din 2001, majoritatea populației localității Obrîv era vorbitoare de rusă (78,57%), existând în minoritate și vorbitori de tătară crimeeană (12,86%) și ucraineană (7,14%).